# Orchestra Mozart
L'Orchestra Mozart o l'Orchestra Mozart Bologna è un'orchestra italiana con sede a Bologna.

## Creazione
L'orchestra è stata fondata da Carlo Maria Badini, come un progetto speciale all'interno della Accademia Filarmonica di Bologna. È stata finanziata dalla Fondazione Cassa di Risparmio in Bologna (Carisbo).
Claudio Abbado ha accettato di diventare direttore artistico dell'orchestra e reclutare i suoi membri. Giuseppe Modugno è stato designato fin dall'inizio come segretario artistico.
Il suo primo concerto si è tenuto il 4 novembre 2004 all'Auditorium Manzoni di Bologna.
L'orchestra si esibisce in molte grandi città italiane e al Musikverein di Vienna, dov'è in residenza.
L'orchestra va in tour in Europa e viene regolarmente invitata al Festival di Salisburgo.

## Composizione
L'orchestra è fondamentalmente un'orchestra da camera (una forma per cui è talvolta chiamata anche una "Mozart orchestra"), il che significa che ha un minor numero di musicisti di un'orchestra sinfonica completa (soprattutto negli archi, perché il numero dei legni, dei suonatori di corno e degli altri musicisti è meno flessibile), producendo un suono più leggero, come il suono di una musica da camera. Tuttavia il numero di musicisti a volte supera questo formato: nei suoi concerti di giugno 2012, per esempio, l'orchestra ha suonato l'Overture dell'Egmont di Ludwig van Beethoven e il Concerto per pianoforte e la Seconda Sinfonia di Robert Schumann con 14 primi violini, 12 secondi violini, 10 viole, 8 violoncelli e 5 contrabbassi (i numeri tipici di un'orchestra sinfonica sono 16 primi violini, 14 secondi violini, 12 viole, 10 violoncelli e 8 contrabbassi).
L'orchestra funziona come luogo di incontro per giovani musicisti provenienti da molti paesi, in parte selezionati tramite l'Orchestra Mozart Accademia all'interno dell'Accademia Filarmonica, e in parte da musicisti esperti. Questi ultimi hanno compreso il violinista Giuliano Carmignola, i violisti Wolfram Christ e Diemut Poppen, il contrabbassista Alois Posch, l'oboista Lucas Macias Navarro, il flautista Jacques Zoon, il cornista Alessio Allegrini.
Diego Matheuz è Direttore Ospite Principale dell'Orchestra Mozart.

## Discografia parziale
L'orchestra diretta da Claudio Abbado è su diversi CD della Deutsche Grammophon, principalmente composizioni di Wolfgang Amadeus Mozart. La Deutsche Grammophon ha pubblicato le prime registrazioni di Abbado con l'orchestra sulla sua etichetta di allora Archiv Produktion, nonostante l'uso di strumenti moderni; gli album successivi sono stati pubblicati sotto l'etichetta gialla.
- F. Schubert - Sinfonia "La grande" in Do maggiore - D. 944 - Direttore: Claudio Abbado
- W. A. Mozart - Sinfonia Concertante per fiati - Concerto per flauto e arpa - Solisti: Navarro, Carbonare, Santana, Allegrini, Zoon, Belmondo - Direttore: Claudio Abbado
- W. A. Mozart - Concerti per Pianoforte e Orchestra n.27 K595 e n.20 K466 - Solista: Maria João Pires - Direttore: Claudio Abbado
- W. A. Mozart - Sinfonie n.35 K385, n.29 K201, n.33 K319, n.38 K504, n.41 K551 - Direttore: Claudio Abbado
- G. B. Pergolesi - Stabat Mater - Concerto per violino in Si bemolle maggiore - Salve Regina in Do minore - Messa di San Emidio - Salve Regina in Fa minore - Manca la guida al piè - Laudate pueri Dominum - Confitebor tibi, Domine - Chi non ode e chi non vede - Salve Regina in La minore - Dixit Dominus - Solisti: Harnisch - Mingardo - Kleiter - Bove - Romano - Cangemi - Carmignola
- W. A. Mozart - Concerti per Pianoforte e Orchestra n.25 K503 e n.20 K466 - Solista: Martha Argerich - Direttore: Claudio Abbado
- J. S. Bach - Concerti brandeburghesi - Direttore: Claudio Abbado
- A. Berg - Concerto per violino - L.v. Beethoven - Concerto per violino - Solista: Isabelle Faust - Direttore: Claudio Abbado
- W. A. Mozart - Concerto per clarinetto - Concerto n.2 per flauto - Concerto per fagotto - Solisti: Carbonare, Zoon, Santana - Direttore: Claudio Abbado
- W. A. Mozart - Sinfonie n.39 K543, n.40 K550 - Direttore: Claudio Abbado
- W. A. Mozart - Concerti per corno n.1 K412/514 (K386b), n.2 K417, n.3 K447, n.4 K495 - Solista: Alessio Allegrini - Direttore: Claudio Abbado
- R. Schumann - Sinfonia n.2, Ouverture Manfred, Ouverture Genoveva - Direttore: Claudio Abbado
- W. A. Mozart - Waisenhausmesse K139 - Schubert - Messa n.6 D950 - Direttore: Claudio Abbado

## Premi
- Premio della Critica tedesca
- Premio Abbiati
- 2014 nomination al Grammy Award per la migliore esecuzione orchestrale
- 2014 ECHO Klassik nella categoria Registrazione del Concerto dell'anno con Martha Argerich (pianoforte) sotto la direzione di Claudio Abbado per i Concerti per pianoforte 20 & 25 di Wolfgang Amadeus Mozart.